# Homogrypinus alticola
Homogrypinus alticola là một loài bọ cánh cứng trong họ Corylophidae. Loài này được Paulian miêu tả khoa học đầu tiên năm 1950.